# 이규정 (1941년)
이규정(李圭正, 1941년 12월 27일~2023년 8월 17일)은 대한민국의 정치인이다. 제11·15대 국회의원을 지냈다.

## 학력
- 범서국민학교 졸업
- 울산제일중학교 졸업
- 부산공업고등학교 졸업
- 고려대학교 정치외교학과 학사 졸업

## 경력
- 민주공화당 자치행정위원회 위원
- 국민포럼 대표 이사회장
- 1981. 4.~1985. 4. 제11대 국회의원
- 1995. 4.~1995. 6. 자유민주연합 촉탁위원
- 1996. 5.~2000. 5. 제15대 국회의원
- 2006. 1.~2006. 2. 열린우리당 특임위원

## 역대 선거 결과
|  | 6.81% |

|  | 31.39% |

|  | 13.22% |

|  | 16.08% |

|  | 3.71% |

|  | 21.81% |

|  | 47.82% |

|  | 14.85% |

|  | 4.08% |

| 전임 서경석 | 제2대 통합민주당 정책위원회 의장 1996년 7월 11일~1996년 10월 11일 | 후임 김승진 |

| 전임 제정구 | 제3대 통합민주당 원내총무 1996년 10월 11일~1997년 9월 19일 | 후임 권기술 |

| 전임 조중연 | 제3대 통합민주당 사무총장 1997년 9월 19일~1997년 11월 21일 | 후임 (해산) |